# Hans Scholl (astronom)
| Odkryte planetoidy: 56 (wspólnie z Andreą Boattinim) | Odkryte planetoidy: 56 (wspólnie z Andreą Boattinim) |
| ---------------------------------------------------- | ---------------------------------------------------- |
| (117539) Celletti                                    | 17 lutego 2005                                       |
| (120040) Pagliarini                                  | 24 stycznia 2003                                     |
| (143398) 2003 BE34                                   | 25 stycznia 2003                                     |
| (147693) Piccioni                                    | 11 lutego 2005                                       |
| (154991) Vinciguerra                                 | 17 stycznia 2005                                     |
| (156785) 2003 BH3                                    | 24 stycznia 2003                                     |
| (158623) Perali                                      | 24 stycznia 2003                                     |
| (167852) Maturana                                    | 17 lutego 2005                                       |
| (177659) Paolacel                                    | 9 lutego 2005                                        |
| (180046) 2003 BB5                                    | 24 stycznia 2003                                     |
| (180796) 2005 CB69                                   | 14 lutego 2005                                       |
| (183445) 2003 BE3                                    | 24 stycznia 2003                                     |
| (184290) 2005 CV61                                   | 9 lutego 2005                                        |
| (202295) 2005 CL40                                   | 9 lutego 2005                                        |
| (202308) 2005 DN3                                    | 18 lutego 2005                                       |
| (214180) Mabaglioni                                  | 9 lutego 2005                                        |
| (223194) 2003 BP4                                    | 24 stycznia 2003                                     |
| (242147) 2003 BH84                                   | 25 stycznia 2003                                     |
| (242538) 2005 BW48                                   | 17 stycznia 2005                                     |
| (245280) 2005 BK48                                   | 17 stycznia 2005                                     |
| (253276) 2003 BO3                                    | 23 stycznia 2003                                     |
| (253277) 2003 BL4                                    | 25 stycznia 2003                                     |
| (254465) 2005 CC69                                   | 9 lutego 2005                                        |
| (254467) 2005 DJ2                                    | 16 lutego 2005                                       |
| (277038) 2005 CK39                                   | 9 lutego 2005                                        |
| (277046) 2005 DO3                                    | 16 lutego 2005                                       |
| (287483) 2003 BS5                                    | 24 stycznia 2003                                     |
| (289396) 2005 CB41                                   | 9 lutego 2005                                        |
| (289417) 2005 DF                                     | 17 lutego 2005                                       |
| (289418) 2005 DP3                                    | 17 lutego 2005                                       |
| (299072) 2005 DF3                                    | 17 lutego 2005                                       |
| (303470) 2005 CZ61                                   | 13 lutego 2005                                       |
| (306240) 2011 QV68                                   | 9 lutego 2005                                        |
| (312726) 2010 RW105                                  | 23 stycznia 2003                                     |
| (313549) 2003 BD3                                    | 24 stycznia 2003                                     |
| (313550) 2003 BT3                                    | 23 stycznia 2003                                     |
| (323126) 2003 BU4                                    | 24 stycznia 2003                                     |
| (334680) 2003 BF3                                    | 24 stycznia 2003                                     |
| (338401) 2003 BZ4                                    | 24 stycznia 2003                                     |
| (354607) 2005 CT40                                   | 9 lutego 2005                                        |
| (356789) 2011 UL313                                  | 16 lutego 2005                                       |
| (362475) 2010 SA18                                   | 16 lutego 2005                                       |
| (365948) 2012 AV22                                   | 14 lutego 2005                                       |
| (370849) 2005 CK40                                   | 9 lutego 2005                                        |
| (380416) 2003 BT4                                    | 24 stycznia 2003                                     |
| (380657) 2005 DN1                                    | 17 lutego 2005                                       |
| (382262) 2012 TC114                                  | 18 stycznia 2005                                     |
| (402221) 2005 CF39                                   | 9 lutego 2005                                        |
| (405190) 2003 BK4                                    | 25 stycznia 2003                                     |
| (405191) 2003 BE5                                    | 24 stycznia 2003                                     |
| (405514) 2005 CR40                                   | 9 lutego 2005                                        |
| (409383) 2005 DQ1                                    | 17 lutego 2005                                       |
| (427568) 2003 BG4                                    | 23 stycznia 2003                                     |
| (455672) 2005 DE                                     | 18 lutego 2005                                       |
| (455673) 2005 DG1                                    | 17 lutego 2005                                       |
| (497008) 2003 BG3                                    | 24 stycznia 2003                                     |

Hans Scholl (ur. 1942) – niemiecki astronom pracujący w Obserwatorium Lazurowego Wybrzeża (Observatoire de la Côte d'Azur) w Nicei we Francji. W 1999 wchodził w skład grupy, która odkryła satelity Urana: Prospero, Setebos i Stefano. W latach 2003–2005 wspólnie z Andreą Boattinim odkrył 56 planetoid.
W uznaniu jego pracy jedną z asteroid nazwano (2959) Scholl.